# ساموآیی آمریکایی
ساموآیی آمریکایی ها آمریکایی‌های نژاد ساموآیی هستند و شامل کسانی هستند که از دولت مستقل ساموآ و ساموآی آمریکا به ایالات متحده مهاجرت کردند. ساموآیی آمریکایی‌ها در سرشماری آمریکا به عنوان جزیره نشین‌های اقیانوس آرام در نظر گرفته می‌شوند و بعد از بومیان هاوایی بزرگترین گروه جزیره نشینان در آمریکا شناخته می‌شوند.
ساموآی آمریکا از سال ۱۹۰۰ بخشی از قلمرو ایالات متحده است و ساموآ که رسماً به عنوان دولت مستقل ساموآ شناخته می‌شود و نام پیشین آن ساموآی باختری بود کشوری مستقل است که در سال ۱۹۶۲ از نیوزیلند جدا شده و استقلال یافت. ساموآی آمریکا و ساموآ هر دو مجمع الجزایر ساموآ را تشکیل می‌دهند که بالغ بر ۳۰۳۰ کیلومتر مربع است. مثل هاوایی امریکایی‌ها، ساموآیی‌ها در قرن بیستم به عنوان کارگران کشاورزی و کارخانه‌ها به این قاره رسیدند.
بیش از ۱۸۰۰۰۰ فرد از نژاد ساموآیی در ایالات متحده زندگی می‌کند که تقریباً به اندازه جمعیت ساموآ است. هاوایی بزرگترین جمعیت ساموآیی‌ها را دارد و کالیفرنیا بزرگترین جمعیت در خشکی ایالات متحده را دارد که از ۲۰۱۰ حتی یک درصد ساموآیی هم ندارد.

## فرهنگ
ساموآیی آمریکایی‌ها در بسیاری از ورزش‌های امریکایی مثل فوتبال شناخته شده هستند. علی‌رغم کوچکی قومشان در امریکا، بیش از ۳۰ بازیکن لیگ فوتبال آمریکایی از نژاد ساموآیی هستند. بازیکن فوتبال، تروی پولامالو و جونیور سییو که هر دو در آمریکا متولد شده‌اند، افراد برجسته این قوم در فوتبال هستند.
در مناطق طرفدار هیپ هاپ مثل لس آنجلس و سان فرانسیسکو، ساموآیی‌ها شهرت زیادی در مقام رقاص و موسیقیدان هیپ هاپ دارند. سوگا پاپ و بو-یا ساموآیی آمریکایی‌های برجسته هیپ هاپ هستند. هم چنین در مسیر صنعت هیپ هاپ در کشورهای دیگر مثل نیوزیلند مشارکت دارند.